# تمایلات افشانشده
«تمایلات افشانشده» (به انگلیسی: Undisclosed Desires) یک تک‌آهنگ از میوز است که در سال ۲۰۰۹ میلادی منتشر شد. این تک‌آهنگ در آلبوم مقاومت (آلبوم) قرار داشت.